# Where Is My Man
"Where Is My Man" je název dance-pop písně, kterou napsal Jacques Morali (producent Village People) a interpretovala ji americká zpěvačka a herečka Eartha Kitt (proslavila se #7 hitem "C'est si Bon" v roce 1953). Na písni se ještě skladatelsky podíleli Fred Zarr a Bruce Vilanch.
Píseň má kolem 6:08 minut a byla vydána u StreetWise Records. 
I když nahrávka neměla mainstreamový úspěch v Billboard Hot 100, ale naproti tomu to byl hit v klubech po celém světě. V Hot Dance Club Play hitparádě se píseň umístila na #7 příčku a zůstala tam po 14 týdnů. Dále měla mírný úspěch ve Velké Británii, neboť se píseň umístila na #36 příčku v UK Singles Chart.
Velmi brzy se ze skladby stala klubová a gay klasika[zdroj?].